# Paul de Rémusat

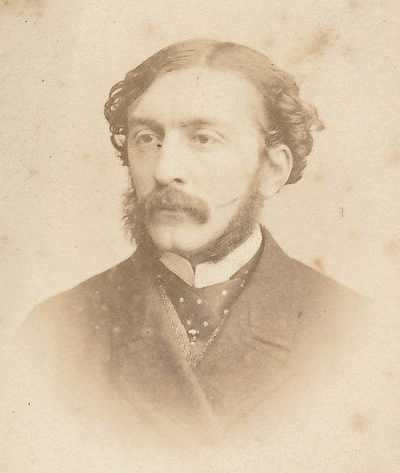

Paul Louis Étienne de Rémusat, född den 17 november 1831 i Paris, död där den 22 januari 1897, var en fransk greve och politiker,  son till Charles de Rémusat. 
Rémusat ägnade sig åt vetenskapliga studier, blev 1854 medarbetare i "Revue des deux mondes" och 1857 i "Journal des débats". År 1871 vald till medlem av nationalförsamlingen, slöt han sig där till vänstra centern. Även i senaten, dit han invaldes 1879 och omvaldes 1888, hörde Rémusat till det moderat-republikanska partiet. Han utgav sin farmors Mémoires (1879) och Lettres (1881).